# Richard von Rosen
Richard Wilfred Harry Erich Freiherr von Rosen (* 28. Juni 1922 in Hirschsprung; † 26. Oktober 2015 in Kreuth) war ein Generalmajor des Heeres der Bundeswehr.

## Familie
Richard von Rosen stammte aus dem deutsch-baltischen Adelsgeschlecht Rosen. Seine Eltern waren Erich Woldemar von Rosen (1880–1949) und Sophie von Rosen, geb. von Seidlitz. Er hatte zwei Schwestern und einen Bruder.
Richard von Rosen war evangelisch und mit Anna-Luise, geb. von Hofacker, verheiratet. Sie ist die Tochter von Caesar von Hofacker, einem Widerstandskämpfer des Attentats vom 20. Juli 1944. Aus der Ehe entstammen zwei Söhne und drei Töchter. Eine der Töchter ist die Autorin Valerie Riedesel.

## Leben
Rosen nahm als Angehöriger der Wehrmacht von 1940 bis 1945 am Zweiten Weltkrieg teil, davon die letzten Jahre als Offizier bei einer Schweren Panzerabteilung. Er hatte Kommandos in Russland, Frankreich und Ungarn und war Teilnehmer des Unternehmens Barbarossa sowie des Unternehmens Zitadelle. Er wurde mehrfach schwer verwundet.
Zehn Jahre nach Kriegsende trat er in die 1955 neugegründete Bundeswehr ein. Er nahm an der Ausbildung zum Offizier im Generalstabsdienst an der Ecole Supérieure de Guerre in Paris teil. Von 1964 bis 1966 war er Generalstabsoffizier beim Oberbefehlshaber der alliierten Landstreitkräfte in Fontainebleau und im Anschluss Kommandeur des Panzerbataillons 294 (1966–1970) und Referent im Bundesministerium der Verteidigung (1970–1972) sowie im Dienstgrad eines Brigadegenerals Kommandeur  der Panzerbrigade 21 in Augustdorf von 1972 bis 1976.
Vom 1. Oktober 1976 bis 31. März 1980 war von Rosen Verteidigungsattaché an der Deutschen Botschaft in Paris. Vom 1. April 1980 bis 30. September 1982 im Rang eines Generalmajors deutscher Beauftragter beim Oberbefehlshaber der französischen Streitkräfte in Deutschland. 1982 erfolgte die Versetzung in den Ruhestand.
Von Rosen dokumentierte den Panzerkrieg an der Ost- und Westfront des Zweiten Weltkrieges in einem umfangreichen Buch mit 445 zum Teil unveröffentlichten Bilddokumenten, das 2004 in zweiter Auflage erschien.

## Auszeichnungen
- Eisernes Kreuz (1939) II. und I. Klasse
- Verwundetenabzeichen (1939) in Gold
- Panzerkampfabzeichen II. Stufe „25“ am 17. Februar 1945 in der 3./schwere Panzer-Abteilung „Feldherrnhalle“
- Deutsches Kreuz in Gold am 28. Februar 1945 als Oberleutnant und Chef der 3./schwere Panzer-Abteilung „Feldherrnhalle“
- Offizier der Ehrenlegion
- Commandeur de l’ordre national du Mérite

## Schriften
- Alfred Rubbel, Rolf Sichel, Franz-Wilhelm Lochmann, Richard Freiherr von Rosen: Erinnerungen an die Tigerabteilung 503 1942 bis 1945, 1990[4]
- Als Panzeroffizier in Ost und West – Im Panzer III, Tiger und Königstiger in Russland, Frankreich und Ungarn, Verlagshaus Würzburg – Flechsig 2014 (2. Auflage), ISBN 3803500443.